# Manuela Alizadeh
Manuela Alizadeh Azardoust (* 29. Januar 1963 in Hamburg) ist eine ehemalige deutsche Leichtathletin, die sich auf den Speerwurf spezialisiert hatte.

## Sportliche Karriere
Manuela Alizadeh begann beim VfL 1937 Wellingsbüttel. 1978 und 1979 war sie beim Hamburger SV und 1980 bei der LG Hamburg Nord. 1981 bis 1984 startete sie für den LC Kappelberg, danach war sie zwei Jahre bei der Sportvg Feuerbach. 1987 und 1988 trug sie das Trikot der LAV Bayer Uerdingen/Dormagen. Nach drei Jahren beim OSC Berlin trat sie ab 1993 für die LAV Tübingen an.
Bei den Deutschen Meisterschaften erreichte Manuela Alizadeh von 1981 bis 1997 14 Platzierungen unter den besten acht Speerwerferinnen. Dreimal, nämlich 1985 hinter Beate Peters, 1987 hinter Ingrid Thyssen und 1990 hinter Brigitte Graune war sie Zweite der Deutschen Meisterschaften.
Manuela Alizadeh trug schon im Jugend- und Juniorenbereich siebenmal das Nationaltrikot. Bei den Junioreneuropameisterschaften 1981 belegte sie den achten Platz. Während ihres Studiums wurde Alizadeh Siebte bei der Universiade 1985 und Fünfte bei der Universiade 1991.
Von 1984 bis 1989 trat Alizadeh bei zwölf Wettkämpfen im Nationaltrikot an. Bei den Europameisterschaften 1986 in Stuttgart erreichten mit Peters, Thyssen und Alizadeh alle drei Werferinnen aus der Bundesrepublik das Finale. Alizadeh hatte in der Qualifikation 62,50 Meter geworfen, im Vorkampf wurde sie mit 56,20 Meter Elfte. Im Jahr darauf bei den Weltmeisterschaften in Rom qualifizierten sich erneut Peters, Thyssen und Alizadeh (mit 62,16 Meter) für das Finale. Im Vorkampf warf Alizadeh 63,40 Meter und wurde Zehnte.
Ihre Bestleistung von 65,34 Meter stellte Manuela Alizadeh am 4. September 1988 in Dormagen auf.
Manuela Alizadeh war bis Januar 2025 als kaufmännische Leiterin einer Klinik tätig. 2023 promovierte sie im Bereich Sportwissenschaft an der Universität Tübingen.

## Forschung von Alizadeh
- Stigmatisierung fettleibiger Personen durch Personalfachleute: Eine experimentelle Studie Katrin Giehl, Manuela Alizadeh, Prof. Dr. A. Thiel. Artikel (PDF verfügbar) in BMC Public Health 12 (1): 525 Juli 2012.
- Stereotypisierung übergewichtiger Kinder durch ihre Zeitgenossen. Prof. Dr. A. Thiel, Manuela Alizadeh et al. Artikel in PPmP - Psychotherapie Psychosomatik Medizinische Psychologie 58 (12): e16-24 Januar 2009